# Campionati mondiali juniores di sci alpino 2002
I Campionati mondiali juniores di sci alpino 2002, 21ª edizione della manifestazione organizzata dalla Federazione Internazionale Sci, si svolsero in Italia, a Tarvisio, dal 27 febbraio al 3 marzo. Teatro delle gare furono anche le piste di Ravascletto e Sella Nevea; il programma includeva gare di discesa libera, supergigante, slalom gigante, slalom speciale e combinata, sia maschili sia femminili, ma lo slalom gigante maschile è stato annullato. La manifestazione ora originariamente in programma a Narvik, Norvegia, ma fu spostata per mancanza di neve.

## Risultati

### Uomini

#### Discesa libera
| Pos. | Atleta              | Nazione     | Tempo   |
| ---- | ------------------- | ----------- | ------- |
| 1    | Adam Cole           | Stati Uniti | 1:26,85 |
| 2    | Mario Scheiber      | Austria     | 1:27,23 |
| 3    | Aksel Lund Svindal  | Norvegia    | 1:27,26 |
| 4    | Jeremy Transue      | Stati Uniti | 1:27,33 |
| 5    | Thomas Trojer       | Austria     | 1:27,53 |
| 6    | Petter Søhøl Røring | Norvegia    | 1:27,70 |
| 7    | Peter Strodl        | Germania    | 1:27,76 |
| 8    | Michael Bonetti     | Svizzera    | 1:27,86 |
| 9    | Alexander Koll      | Austria     | 1:27,97 |
| 10   | Claus Marschnig     | Austria     | 1:28,14 |

Data: 27 febbraio

Località: Tarvisio

#### Supergigante
| Pos. | Atleta             | Nazione     | Tempo   |
| ---- | ------------------ | ----------- | ------- |
| 1    | Peter Fill         | Italia      | 1:25,02 |
| 2    | Peter Struger      | Austria     | 1:25,52 |
| 2    | Aksel Lund Svindal | Norvegia    | 1:25,52 |
| 4    | Werner Elmer       | Svizzera    | 1:25,60 |
| 5    | Daniel Albrecht    | Svizzera    | 1:25,75 |
| 6    | Adam Cole          | Stati Uniti | 1:25,90 |
| 7    | David Poisson      | Francia     | 1:25,95 |
| 8    | Patrick Bechter    | Austria     | 1:26,00 |
| 9    | Michael Janyk      | Canada      | 1:26,11 |
| 10   | Grégoire Farquet   | Svizzera    | 1:26,18 |

Data: 28 febbraio

Località: Tarvisio

#### Slalom gigante
La gara, originariamente in programma a Ravascletto, è stata annullata.

#### Slalom speciale
| Pos. | Atleta             | Nazione     | Tempo   |
| ---- | ------------------ | ----------- | ------- |
| 1    | Steven Nyman       | Stati Uniti | 1:30,46 |
| 2    | Marc Berthod       | Svizzera    | 1:30,73 |
| 3    | Aksel Lund Svindal | Norvegia    | 1:31.37 |
| 4    | Alexander Koll     | Austria     | 1:31,66 |
| 5    | Daniel Albrecht    | Svizzera    | 1:31,77 |
| 6    | Lars Elton Myhre   | Norvegia    | 1:31,90 |
| 7    | Jeffrey Harrison   | Stati Uniti | 1:31,92 |
| 8    | Lucas Senoner      | Italia      | 1:31,99 |
| 9    | Thomas Bacher      | Austria     | 1:32,24 |
| 10   | Yuji Hanada        | Giappone    | 1:32,34 |

Data: 2 marzo

Località: Sella Nevea

#### Combinata
| Pos. | Atleta              | Nazione     |
| ---- | ------------------- | ----------- |
| 1    | Aksel Lund Svindal  | Norvegia    |
| 2    | Steven Nyman        | Stati Uniti |
| 3    | Alexander Koll      | Austria     |
| 4    | Peter Strodl        | Germania    |
| 5    | Daniel Albrecht     | Svizzera    |
| 6    | Peter Struger       | Austria     |
| 7    | Jeffrey Harrison    | Stati Uniti |
| 8    | Petter Søhøl Røring | Norvegia    |
| 9    | Jeremy Transue      | Stati Uniti |
| 10   | Lucas Senoner       | Italia      |

Data: 27 febbraio-3 marzo

Località: Sella Nevea, Tarvisio

Classifica stilata attraverso i piazzamenti ottenuti
in discesa libera e slalom speciale

### Donne

#### Discesa libera
| Pos. | Atleta                 | Nazione     | Tempo   |
| ---- | ---------------------- | ----------- | ------- |
| 1    | Julia Mancuso          | Stati Uniti | 1:29,81 |
| 2    | Astrid Vierthaler      | Austria     | 1:29,95 |
| 3    | Nicole Hosp            | Austria     | 1:30,56 |
| 4    | Daniela Müller         | Austria     | 1:31,09 |
| 5    | Kelly VanderBeek       | Canada      | 1:31,20 |
| 6    | Maria Riesch           | Germania    | 1:31,36 |
| 7    | Tanya Bühler           | Svizzera    | 1:31,50 |
| 7    | Ellen Hild             | Germania    | 1:31,50 |
| 9    | Alexandra Coletti      | Italia      | 1:31,66 |
| 10   | Valentina Perron Cabus | Italia      | 1:31,94 |

Data: 27 febbraio

Località: Tarvisio

#### Supergigante
| Pos. | Atleta                  | Nazione     | Tempo   |
| ---- | ----------------------- | ----------- | ------- |
| 1    | Maria Riesch            | Germania    | 1:27,54 |
| 2    | Daniela Müller          | Austria     | 1:28,55 |
| 3    | Kelly VanderBeek        | Canada      | 1:28,64 |
| 4    | Ellen Hild              | Germania    | 1:28,83 |
| 5    | Julia Mancuso           | Stati Uniti | 1:28,87 |
| 6    | Lindsey Vonn            | Stati Uniti | 1:29,00 |
| 7    | Jessica Lindell Vikarby | Svezia      | 1:29,15 |
| 8    | Alexandra Coletti       | Italia      | 1:29,18 |
| 9    | Alessia Pittin          | Italia      | 1:29,29 |
| 10   | Tanya Bühler            | Svizzera    | 1:29,39 |

Data: 28 febbraio

Località: Tarvisio

#### Slalom gigante
| Pos. | Atleta             | Nazione     | Tempo   |
| ---- | ------------------ | ----------- | ------- |
| 1    | Julia Mancuso      | Stati Uniti | 1:52,15 |
| 2    | Jessica Kelley     | Stati Uniti | 1:52,27 |
| 3    | Florence Roujas    | Francia     | 1:52,32 |
| 4    | Alessia Pittin     | Italia      | 1:52,93 |
| 5    | Giorgia Lorenz     | Italia      | 1:52,94 |
| 6    | Tanya Bühler       | Svizzera    | 1:53,02 |
| 6    | Claudia Morandini  | Italia      | 2:53,02 |
| 8    | Sandra Gini        | Svizzera    | 2:53,23 |
| 9    | Ana Drev           | Slovenia    | 2:53,65 |
| 10   | Tone Jersin Ansnes | Norvegia    | 2:53,83 |

Data: 3 marzo

Località: Ravascletto

#### Slalom speciale
| Pos. | Atleta               | Nazione     | Tempo   |
| ---- | -------------------- | ----------- | ------- |
| 1    | Veronika Zuzulová    | Slovacchia  | 1:36,54 |
| 2    | Maria Riesch         | Germania    | 1:36,68 |
| 3    | Sandra Gini          | Svizzera    | 1:36,89 |
| 4    | Nicole Hosp          | Austria     | 1:36,94 |
| 5    | Michaela Kirchgasser | Austria     | 1:37,16 |
| 6    | Claire Dautherives   | Francia     | 1:37,32 |
| 7    | Julia Mancuso        | Stati Uniti | 1:37,42 |
| 8    | Nika Fleiss          | Croazia     | 1:37,47 |
| 9    | Christine Sponring   | Austria     | 1:38,24 |
| 10   | Giorgia Lorenz       | Italia      | 1:38,25 |
| 10   | Manuela Mölgg        | Italia      | 1:38,25 |

Data: 7 marzo

Località: Sella Nevea

#### Combinata
| Pos. | Atleta                  | Nazione     |
| ---- | ----------------------- | ----------- |
| 1    | Julia Mancuso           | Stati Uniti |
| 2    | Tanya Bühler            | Svizzera    |
| 3    | Daniela Müller          | Austria     |
| 4    | Chemmy Alcott           | Regno Unito |
| 5    | Jessica Lindell Vikarby | Svezia      |
| 6    | Šárka Záhrobská         | Rep. Ceca   |
| 7    | Michaela Kirchgasser    | Austria     |
| 8    | Fabienne Suter          | Svizzera    |
| 9    | Sophie Splawinski       | Canada      |
| 10   | Iris Kolier             | Germania    |

Data: 27 febbraio-3 marzo

Località: Ravascletto, Sella Nevea, Tarvisio

Classifica stilata attraverso i piazzamenti ottenuti
in discesa libera, slalom gigante e slalom speciale

## Medagliere per nazioni
| Pos. | Nazione     | Oro | Argento | Bronzo | Totale |
| ---- | ----------- | --- | ------- | ------ | ------ |
| 1    | Stati Uniti | 5   | 2       | 0      | 7      |
| 2    | Norvegia    | 1   | 1       | 2      | 4      |
| 3    | Germania    | 1   | 1       | 0      | 2      |
| 4    | Italia      | 1   | 0       | 0      | 1      |
| 4    | Slovacchia  | 1   | 0       | 0      | 1      |
| 6    | Austria     | 0   | 4       | 3      | 7      |
| 7    | Svizzera    | 0   | 2       | 1      | 3      |
| 8    | Canada      | 0   | 0       | 1      | 1      |
| 8    | Francia     | 0   | 0       | 1      | 1      |